# Ironoquia punctatissima
Ironoquia punctatissima är en nattsländeart som först beskrevs av Walker 1852.  Ironoquia punctatissima ingår i släktet Ironoquia och familjen husmasknattsländor. Inga underarter finns listade i Catalogue of Life.